# آتولات جزر المالديف

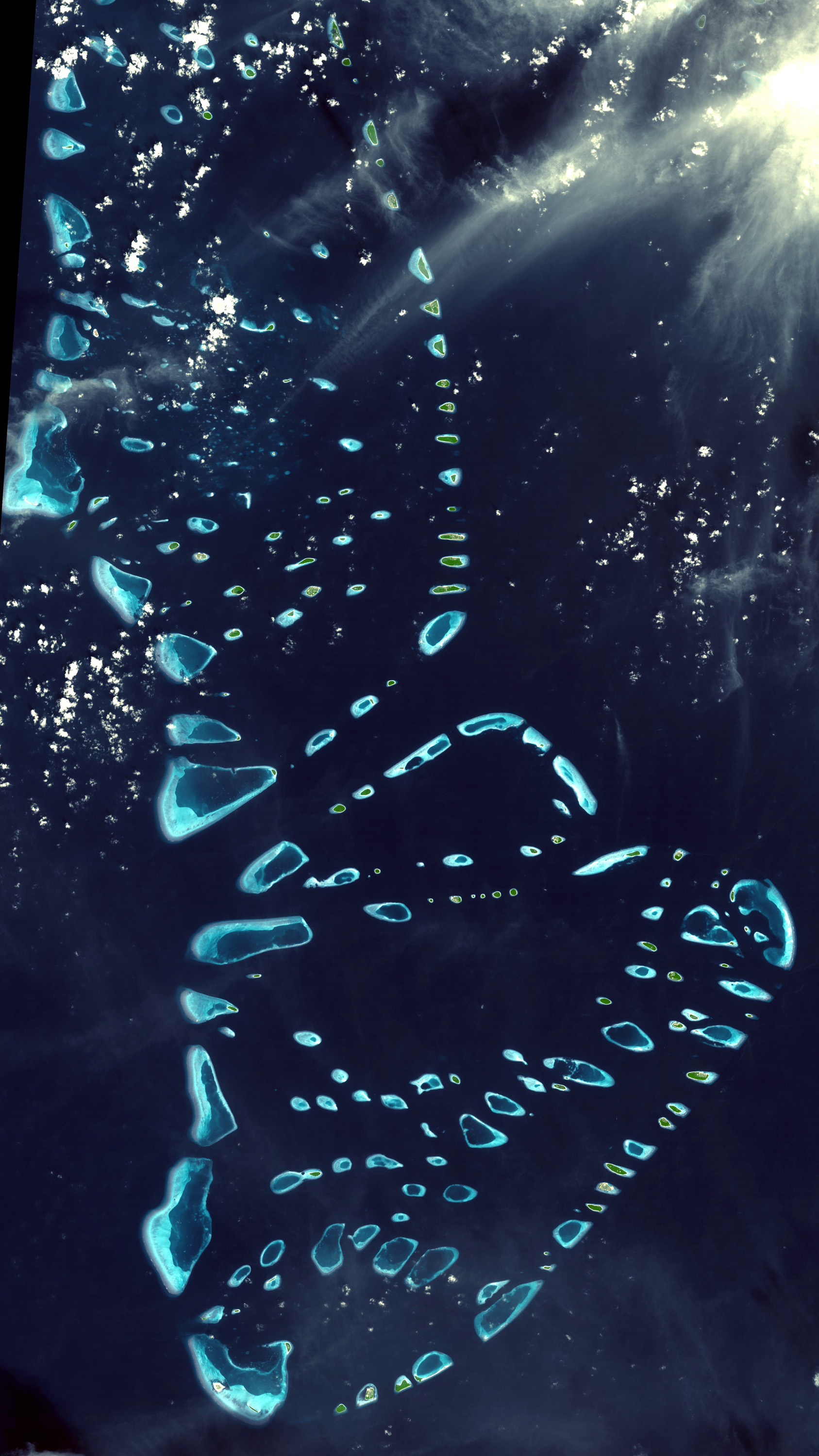
آتولات جزر المالديف.

جغرافيا، تشمل أراضي جزر المالديف ستا وعشرين آتولا، إضافة إلى بعض الجزر والشعاب.